# Segunda Nacional (rugby)
La Segunda Nacional es el torneo de segunda categoría del rugby chileno. Es organizado por la Asociación de Rugby de Santiago y, en su edición de la temporada 2025, entrega un cupo directo y un cupo para un repechaje al TNC Top 10.

## Formato del campeonato
El campeonato se presenta bajo la forma de una liga donde cada equipo se enfrenta con los otros nueve en partidos ida y vuelta. Para mejorar el espectáculo los puntos se cuentan de la forma siguiente: 4 puntos por una victoria, 2 puntos por un empate, 0 por una derrota por más de siete puntos y 1 punto por cada equipo que marca más de cuatro tries en un partido (bonus ofensivo) y un punto para los equipos que pierden por siete puntos o menos (bonus defensivo).
El TNC Primera División juega una final entre los dos equipos mejor posicionados, para definir de ese modo al campeón del torneo.

## Clubes de la temporada 2025
| Equipo         | Comuna       |
| -------------- | ------------ |
| All Brads      | Lo Barnechea |
| Los Troncos    | Concepción   |
| DOBS           | Las Condes   |
| Lagartos       | Rengo        |
| Old Anglonians | Lo Barnechea |
| Old Gabs       | Providencia  |
| Costa del Sol  | Concón       |
| Old Locks      | Las Condes   |
| Old Georgians  | Vitacura     |
| Tabancura RC   | Vitacura     |

## Palmarés
| Edición | Año  | Campeón             | Subcampeón            |
| ------- | ---- | ------------------- | --------------------- |
| I       | 2018 | Old Reds            | Sporting Rugby Club   |
| II      | 2019 | Sporting Rugby Club | Stade Français        |
| III     | 2021 | Stade Français      | Los Troncos           |
| IV      | 2022 | Old Reds            | Club Deportivo Alumni |
| V       | 2023 | Old Georgians       | Los Troncos           |
| VI      | 2024 | Old Reds            | DOBS                  |
| VII     | 2025 | En disputa          | En disputa            |